# Сєвєр-2 (ППА)
| «Сєвєр-2»                                     | «Сєвєр-2»                                   | «Сєвєр-2»                                   |
| --------------------------------------------- | ------------------------------------------- | ------------------------------------------- |
| «Север-2»                                     |                                             |                                             |
|                                               |                                             |                                             |
|                                               |                                             |                                             |
| Верф                                          | Ново-Адміралтейський завод                  | Ново-Адміралтейський завод                  |
| Закладений                                    | 1968                                        | 1968                                        |
| Переданий                                     | 22.12.1970                                  | 22.12.1970                                  |
| Проєкт                                        |                                             |                                             |
| Варіанти проєкту                              | 1825                                        | 1825                                        |
| Розробник проєкту                             | ЛПМБ "Рубін", ЦПБ "Волна"                   | ЛПМБ "Рубін", ЦПБ "Волна"                   |
| Головний конструктор                          | Ю.К.Сапожков                                | Ю.К.Сапожков                                |
| Основні характеристики                        |                                             |                                             |
| Швидкість (підводна)                          | Робоча — 1 вузол Максимальна — 2,5 вузла    | Робоча — 1 вузол Максимальна — 2,5 вузла    |
| Робоча глибина занурення                      | 2000 м                                      | 2000 м                                      |
| Дальність плавання                            | 16,3 миль                                   | 16,3 миль                                   |
| Автономність плавання                         | Робоча — 9 годин, аварійна —72 години       | Робоча — 9 годин, аварійна —72 години       |
| Екіпаж                                        | 5 осіб                                      | 5 осіб                                      |
| Розміри                                       |                                             |                                             |
| Довжина найбільша (по КВЛ)                    | 12,05м                                      | 12,05м                                      |
| Ширина корпусу найб.                          | 2,64 м                                      | 2,64 м                                      |
| Висота                                        | 4,05 м                                      | 4,05 м                                      |
| Водотоннажність надводна                      | 37,9 т                                      | 37,9 т                                      |
| Силова установка                              |                                             |                                             |
| Свинцево—кислотна акумуляторна батарея СП—200 |                                             |                                             |
| Рухова установка                              | Гідродвигуни: 1 маршовий та 2 вертикальних. | Гідродвигуни: 1 маршовий та 2 вертикальних. |
| Озброєння                                     |                                             |                                             |

Пілотовані підводні апарати (ППА) типу «Сєвєр-2» — серія з двох експериментальних апаратів «Сєвєр-2» (дослідний) і «Сєвєр-2 біс» (головний), які призначалися для глибоководних досліджень і робіт.

## Історія.

### ППА «Сєвєр-2»
З ініціативи Полярного науково-дослідного інституту рибного господарства та океанографії імені Н.М. Кніповича (ПІНРО) у СРСР розпочалися роботи зі створення першого самохідного глибоководного апарата (ГА). У 1962 році директор ПІНРО звернувся до керівника громадського конструкторського бюро (ГКБ) при Ленінградському інституті «Гіпрорибфлот» О.М. Дмитрієва з проханням розробити технічне завдання на проєктування автономного населеного апарата для рибогосподарських досліджень на глибинах до 2000 метрів.
З квітня 1962 року ГКБ, на громадських засадах розпочало розробку технічного завдання на створення глибоководного апарата, який отримав назву «ГА-2000». Апарат призначався для проведення комплексу науково-дослідних робіт із вивчення океану, зокрема:
- поведінки та розподілу риб на глибинах до 2000 м;
- дослідження їх вертикальних міграцій;
- вивчення реакцій риб на світло, шум, ультразвук та інші чинники на різних глибинах і в різний час.

Окрім цього, планували вивчати розподіл фіто- і зоопланктону, донних риб та інших морських організмів. Особливу увагу мали приділити дослідженню так званих ультразвукових розсіювальних шарів, спостереженню за роботою глибоководних знарядь лову, а також рельєфу дна і структури ґрунтів.
У межах проєкту також планували проводити розвідку підводних корисних копалин, зокрема залізо-марганцевих конкрецій, з метою розроблення методів їх видобутку.
Розроблення технічного завдання на проєктування апарата «ГА-2000» завершили в червні 1962 року. Після цього документ надіслали до ПІНРО, де його розглянула Науково-технічна рада (НТР) інституту. Рада рекомендувала використати це завдання як основу для створення ескізного проєкту та подала відповідні пропозиції до Міністерства рибного господарства СРСР (Мінрибгоспу).
У 1963 році Мінрибгосп доручив Ленінградському інституту «Гіпрорибфлот» — на основі технічного завдання, підготовленого громадським конструкторським бюро при цьому ж інституті — розпочати розроблення ескізного проєкту науково-дослідного глибоководного апарата, який отримав назву «Сєвєр-2».
До кінця 1964 року в інституті «Гіпрорибфлот» завершили ескізний проєкт апарата «Сєвєр-2» із розрахунковою глибиною занурення 2000 м. Проте глибина опрацювання ескізного проєкту не дозволяла перейти до стадії технічного проєктування, а тим більше — до будівництва, без підтвердження всіх закладених у ньому технічних рішень і розрахунків з боку постачальників обладнання для комплектації ППА.
З огляду на це, у 1965 році Міністерство рибного господарства звернулося до Міністерства суднобудівної промисловості з проханням надати висновок щодо виконаного ескізного проєкту «Сєвєр-2» і визначити можливість його реалізації. Відповідь Мінсудпрому була однозначною: подальшу розробку проєкту та будівництво першого радянського глибоководного апарата «Сєвєр-2» слід передати Міністерству суднобудівної промисловості, залишивши за Мінрибгоспом лише функції замовника.
За спільним рішенням обох міністерств у червні 1965 року подальшу розробку проєкту, який отримав номер 1825, передали до ЦКБ-18 (Центральне конструкторське бюро №18) під наглядом інституту «Гіпрорибфлот». Замовником призначили ПІНРО, який також зберіг за собою обов’язки зі створення судна-носія для апарата та спеціального науково-дослідного обладнання.
Функції ППА були уточнені в порядку пріоритетності:
- Вивчення поведінки та розподілу біологічних об'єктів, визначення їх чисельності і доступності для промислу;
- Дослідження рельєфу морського дна, пошук зручних майданчиків для тралового лову, вивчення розподілення донних тварин;
- Контроль показників гідроакустичних рибопошукових приладів і уточнення їх записів;
- Вивчення звукорозсіювальних шарів і вимірювання швидкості поширення звуку у воді;
- Вимірювання гідрологічних параметрів морської води;
- Вивчення біолюмінесценції морських тварин;
- Спостереження за роботою знарядь лову і поведінкою риб в зоні їх дії;
- Збір проб ґрунту.[4]

До кінця 1965 року інститут «Гіпрорибфлот» передав до ЦКБ-18 документацію ескізного проєкту апарата «Сєвєр-2».
На початку 1966 року ЦКБ-18 було перейменовано на Ленінградське проєктно-монтажне бюро (ЛПМБ) «Рубін». Наприкінці того ж року головним конструктором проєкту 1825 (ППА «Сєвєр-2») було призначено Ю.К. Сапожкова. ЛПМБ «Рубін» розпочало розробку технічного проєкту на початку 1966 року, а в червні 1967 року проєкт був завершений, після чого бюро розпочало випуск робочої конструкторської документації для Ново-адміралтейського заводу (м. Ленінград), якому було доручено будівництво першого дослідного глибоководного апарата «Сєвєр-2».
У 1968 році, відповідно до постанови Уряду, розпочалося будівництво ППА. Через відсутність можливості випробувати міцний корпус за допомогою зовнішнього гідравлічного тиску у великій доковій камері довелося проводити натурні випробування. У січні 1969 року корпус з установленими люком та ілюмінаторами успішно випробували зануренням на глибину 2000 м у Чорному морі.
У квітні 1970 року ППА перевезли залізницею на приймальну базу в Севастополі для проведення заводських випробувань з борта НПС «Одісей» — великого морозильного траулера, переобладнаного Херсонським суднобудівним заводом за проєктом 399Б на науково-пошукове судно.
1 липня 1970 року Міністерство суднобудівної промисловості передало всі роботи з проєктування населених підводних технічних засобів, які велися під керівництвом головних конструкторів Ю.К. Сапожкова та І.Б. Михайлова, з ЛПМБ «Рубін» до ЦПБ «Волна».
У грудні 1970 року дослідний ППА «Сєвєр-2» представили міжвідомчій комісії для проведення приймально-здавальних випробувань за програмою, розробленою ЛПМБ «Рубін» і затвердженою Мінрибгоспом. Уже 24 грудня 1970 року апарат здійснив глибоководне занурення на глибину 1000 метрів, після чого міжвідомча комісія передала ПІНРО перший вітчизняний автономний пілотований глибоководний апарат «Сєвєр-2», побудований Ново-Адміралтейським заводом за конструкторською документацією ЛПМБ «Рубін», для дослідної експлуатації.
Першим капітаном ППА «Сєвєр-2» став колишній заступник головного конструктора проєкту М. М. Діомідов, а бортінженером — колишній провідний конструктор групи Ю. Б. Тарасов. Обидва перейшли на роботу до ПІНРО.
У 1971 році в Чорному морі тривали випробування апарата, і 28 березня відбулося глибоководне занурення на глибину 2020 метрів. Випробування супроводжувалися численними відмовами обладнання, у зв’язку з чим того ж року ухвалили рішення повернути апарат на завод-виробник для проведення модернізації та переобладнання.
У лютому 1972 року ППА «Сєвєр-2» після дослідної експлуатації прибув на Ново-Адміралтейський завод для ремонту та модернізації. Лише у 1975 році дослідний апарат передали замовнику після завершення робіт, які виконав завод, що з 31 січня 1972 року мав нову назву — Ленінградське адміралтейське об’єднання (ЛАО).
У Мурманську ППА «Сєвєр-2» з’явився у 1975 році, а експлуатація почалася наступного року. У 1976—1977 роках апарат використовували для інструментального обліку промислових риб у Баренцевому морі та Північній Атлантиці. Завдяки йому вчені змогли по-новому підійти до проблеми освоєння глибоководних районів, оперативно визначаючи параметри популяцій риб шляхом безпосередніх вимірювань у морських умовах.
Експлуатація ППА «Сєвєр-2» засвідчила його значну ефективність порівняно з раніше застосовуваними прив’язними гідростатами. За допомогою апарата провели оцінку іхтіофауни тупорилого макруруса, хоплостетуса, зубаток та інших видів риб Північно-Східної Атлантики. Крім того, у Баренцевому морі отримали дані про уловистість тралових знарядь лову, а також здійснили визначення запасів тріски та морського окуня.
У 1977—1978 роках ППА «Сєвєр-2» здійснив 11 занурень на глибини до 1000 метрів у Баренцевому морі та Північній Атлантиці для розвідки скупчень риби за допомогою акустичних станцій і пробних тралень з метою визначення уловистості тралів.
На початку 1978 року Мінрибгосп передав комплекс НПС «Одісей» — ППА «Сєвєр-2» на баланс Севастопольського експериментально-конструкторського бюро з підводних досліджень (СЕКБП). З жовтня 1978 року до 1988 року апарат узяв участь у восьми океанічних експедиціях у різні райони всіх океанів планети. У 1988 році ППА «Сєвєр-2» поставили на капітальний ремонт на Севастопольському морському заводі (СМЗ), а після завершення ремонту і модернізації у 1993 році пройшов випробування і був допущений до експлуатації.
За весь період експлуатації з 1970 по 1988 рік апарат здійснив 364 занурення тривалістю 1902 години.

Надалі власником ППА «Сєвєр-2» став підприємець Р. Флегонтов, який у 2001 році передав апарат на баланс Науково-дослідного центру Збройних Сил України «Державний океанаріум». На момент окупації Криму апарат там і знаходився.
| «Сєвєр-2 біс»                                 | «Сєвєр-2 біс»                                                             | «Сєвєр-2 біс»                                                             |
| --------------------------------------------- | ------------------------------------------------------------------------- | ------------------------------------------------------------------------- |
| «Север-2 бис»                                 |                                                                           |                                                                           |
|                                               |                                                                           |                                                                           |
|                                               |                                                                           |                                                                           |
| Верф                                          | Ново—адміралтейський завод, Ленінградське адміралтейське об'єднання (ЛАО) | Ново—адміралтейський завод, Ленінградське адміралтейське об'єднання (ЛАО) |
| Закладений                                    | 1971                                                                      | 1971                                                                      |
| Переданий                                     | 02.12.1976                                                                | 02.12.1976                                                                |
| Проєкт                                        |                                                                           |                                                                           |
| Варіанти проєкту                              | 1825                                                                      | 1825                                                                      |
| Розробник проєкту                             | ЦПБ "Волна", СПМБМ "Малахіт"                                              | ЦПБ "Волна", СПМБМ "Малахіт"                                              |
| Головний конструктор                          | Ю.К.Сапожков                                                              | Ю.К.Сапожков                                                              |
| Основні характеристики                        |                                                                           |                                                                           |
| Швидкість (підводна)                          | Робоча — 1 вузол Максимальна — 2,5 вузла                                  | Робоча — 1 вузол Максимальна — 2,5 вузла                                  |
| Робоча глибина занурення                      | 2000 м                                                                    | 2000 м                                                                    |
| Дальність плавання                            | 16,3 миль                                                                 | 16,3 миль                                                                 |
| Автономність плавання                         | Робоча — 9 годин, аварійна — 72 години                                    | Робоча — 9 годин, аварійна — 72 години                                    |
| Екіпаж                                        | 5 осіб                                                                    | 5 осіб                                                                    |
| Розміри                                       |                                                                           |                                                                           |
| Довжина найбільша (по КВЛ)                    | 12,05м                                                                    | 12,05м                                                                    |
| Ширина корпусу найб.                          | 2,64 м                                                                    | 2,64 м                                                                    |
| Висота                                        | 4,05 м                                                                    | 4,05 м                                                                    |
| Водотоннажність надводна                      | 37,9 т                                                                    | 37,9 т                                                                    |
| Силова установка                              |                                                                           |                                                                           |
| Свинцево—кислотна акумуляторна батарея СП—200 |                                                                           |                                                                           |
| Рухова установка                              | Гідродвигуни: 1 маршовий та 2 вертикальних.                               | Гідродвигуни: 1 маршовий та 2 вертикальних.                               |
| Озброєння                                     |                                                                           |                                                                           |

### ППА «Сєвєр-2 біс»
З середини 1970-х років проєктом 1825 займалося ЦПБ «Волна», і першим кроком колективу бюро під керівництвом Ю. К. Сапожкова стало коригування робочої конструкторської документації, випущеної ЛПМБ «Рубін», для будівництва другого ППА — «Сєвєр-2 біс». Це було пов’язано з тим, що частина унікального обладнання, яким був укомплектований дослідний ППА «Сєвєр-2», була виготовлена в лабораторних умовах і не могла бути відтворена повторно. Крім того, досвід експлуатації апарата показав низьку надійність роботи цього обладнання, і комісія з дослідної експлуатації ППА рекомендувала замінити експериментальні зразки на дослідно-штатні. До таких віднесли насосний агрегат, водяний насос, виконавчі гідромеханізми занурювальної системи гідравліки та електрогідравлічний маніпуляторний пристрій.
Бюро в грудні 1971 року, з урахуванням зауважень замовника, завершило перевипуск робочої конструкторської документації та комплекту замовних відомостей проєкту 1825 для будівництва головного ППА «Сєвєр-2 біс» і модернізації дослідного ППА «Сєвєр-2».
Практично одночасно з модернізацією дослідного ППА на Ново-Адміралтейському заводі за конструкторською документацією, розробленою ЦПБ «Волна», велося будівництво головного апарата з цієї серії — «Сєвєр-2 біс», відповідно до рішення, ухваленого ще в 1971 році.
Вже у 1975 році на заводі, в ангарі 15-го цеху, розпочалися швартовні випробування «Сєвєр-2 біс», однак у серпні сталася аварійна розгерметизація диференціальної системи з витоком ртуті, і подальші роботи були призупинені. Довелося провести демеркуризацію кіля ППА, а в ангарі зняти бетонну підлогу та шар ґрунту завтовшки близько одного метра. Після відновлювальних робіт випробування поновили лише у 1976 році.
До цього часу замовник завершив будівництво судна-носія проєкту 399Б — НПС «Іхтіандр» на Херсонському суднобудівному заводі, і 4 грудня 1976 року головний «Сєвєр-2 біс», пройшовши міжвідомчі приймально-здавальні випробування в Чорному морі, передали Севастопольській філії СЕКБ Промислового рибальства.
Вже 26 січня 1977 року ця філія, згідно з наказом Міністра рибного господарства СРСР № 47, була реорганізована в Севастопольське експериментально-конструкторське бюро з підводних досліджень (СЕКБП).
Протягом 1976—1983 років ППА "Сєвєр-2 біс" взяв участь в експедиціях в Індійський, Тихий та Атлантичний океани, здійснивши 211 занурень загальною тривалістю 987 годин.
Протягом 1984—1988 років апарат перебував у ремонті. У 1992 році ППА залишили в місті Мобіл (США).

## Конструкція.

### Корпус.
Виконані дослідницькі опрацювання дозволили групі головного конструктора обрати міцним корпусом циліндричну оболонку, підкріплену тавровими шпангоутами та замкнену з торців напівсферичними перегородками. Як матеріал міцного корпусу була прийнята рекомендована ЦНДІ "Прометей" високолегована зварювана корпусна сталь АК–32.
Форма корпусу визначила оптимальну архітектуру, подібну до американського глибоководного апарата "Aluminaut", з кормовим огородженням вхідного люка, розвиненим кілем, бульбоподібними бортовими баластними цистернами та розвиненою носовою частиною, матеріалом якої був прийнятий склопластик на основі поліефірних смол. Міцний корпус поділявся перебіркою на два відсіки: носовий і кормовий. 
У міцний корпус вмонтовано 3 ілюмінатори діаметром 140 мм та 4 ілюмінатори діаметром 60 мм.

### Системи і обладнання ППА.

#### Навігаційне обладнання і зв’язок.
Для забезпечення підводної навігації встановлено гідролокатор носового огляду, ехолот із самописцем "Омуль-С", вертушковий лаг, гірокомпас, глибиномір, станцію вимірювання швидкості звуку у воді та апаратуру наведення на гідроакустичний маяк. Від гірокомпаса працює система автоматичного управління курсом "Сердолік". Усі індикаторні прилади навігаційних систем розміщені в зоні пультів капітана та бортінженера.
Для забезпечення надійного зв’язку з судном-носієм установлено короткохвильову радіостанцію з антенно-фідерним пристроєм для надводного положення та станцію звукопідводного (гідроакустичного) зв’язку для підводного положення ППА.
Під час руху біля ґрунту, коли командиру апарата не видно дна, він може перейти на управління з носового пульта або передати керування підводному спостерігачеві.

#### Система занурення—спливання.
Система занурення-спливання забезпечує перехід підводного апарата з надводного положення у підводне та навпаки за рахунок зміни його плавучості. Вона складається з двох бортових цистерн головного баласту (ЦГБ), які мають кінгстони в нижній частині та клапани вентиляції у верхній частині з дистанційно керованим гідроприводом. Для продування цистерн головного баласту передбачена система повітря високого тиску, що складається з балона з тиском повітря 400 атм, дистанційно керованих електромагнітних клапанів, редукторів та трубопроводів.

#### Вирівнювально—заміщувальна система.
Для заміщення змінних вантажів ППА та компенсації зміни його плавучості під час занурення або спливання внаслідок зміни густини води та стиснення міцного корпусу на борту передбачена водяна вирівнювально-заміщувальна система, що складається з міцних цистерн, діафрагмового водяного насоса та дистанційно керованої водяної арматури, розміщеної у кілевині. Насос отримував живлення від спеціального масляного насоса, який мав привід від електродвигуна насосного агрегата гідрокомплексу.

#### Диферентна система.
Для створення або вирівнювання статичного диференту ППА на його борту передбачена забортна ртутно-масляна диферентна система, що складається з носової та кормової диферентних цистерн, кожна з яких розділена гумовою діафрагмою на дві рівні частини: одна заповнена ртуттю, а інша — маслом від гідрокомплексу. Цистерни з'єднані трубопроводом із дистанційно керованою електромагнітною арматурою. Масло від насоса гідрокомплексу перекачує ртуть з однієї цистерни в іншу, створюючи таким чином необхідний момент для гасіння або формування потрібного диференту апарата. Вся система розміщується поза міцним корпусом.

#### Рушійно—стерновий комплекс.
Рушійно-стерновий комплекс складається з кормової поворотної колонки з гвинтом фіксованого кроку в насадці та двох вертикальних поворотних колонок з гвинтами фіксованого кроку в насадках, розміщених на відкидних штангах, які встановлені у надбудові ППА в районі його мідель-шпангоута. Привід гвинтів забезпечують гідромотори: один маршовий потужністю 8 кВт і два для вертикального переміщення по 2 кВт кожний, які живляться від гідронасосів із регульованою подачею. Насоси приводяться в дію занурювальним асинхронним електродвигуном змінного струму. Потужність насосного агрегата — 12 кВт.

#### Якірно—буксирний пристрій.
Для того, щоб апарат міг рухатися на постійній відстані від ґрунту і за потреби зупинятися над певним місцем, передбачено якір-гайдроп. Це важка металева куля, яка опускається з апарата на тонкому якірному тросі за допомогою спеціальної лебідки, розміщеної під легким корпусом апарата. Лебідка оснащена автоматичним пристроєм, який вимикає двигун при провисанні тросу. Якір-гайдроп утримує апарат над ґрунтом. Під час руху з опущеним якір-гайдропом апарат ніби повторює всі підвищення та западини ґрунту. Якщо якір зачепиться за перешкоду і його не вдасться втягнути назад в апарат, трос можна перерізати спеціальним пневматичним різаком. Якір-гайдроп розміщений у кормовій частині, щоб мул, який він підіймає під час руху, не заважав проведенню спостережень через ілюмінатори.
Буксирний пристрій передбачений для буксирування ППА.

#### Система стисненого повітря.
Система призначена для продування цистерн головного баласту (ЦГБ). Вона складається з балона повітря високого тиску 400 атм. Балон розміщений під легким корпусом апарата. Поповнення балона стисненим повітрям від компресора відбувається під час перебування апарата в ангарі судна-носія.

#### Система гідравліки.
Усі бортові пристрої з гідропроводом об'єднуються єдиною бортовою занурювальною системою гідравліки, що складається з гідрокомплексу (насосного агрегата, який включає чотири масляних насоси з електроприводом), гідроакумулятора, гідрокомпенсатора, електромагнітних золотникових коробок управління та з'єднувальних трубопроводів. Уся система розміщується в кілевині і має лише дистанційне управління з міцного корпусу.

#### Система вентиляції, контролю повітря та його регенерації.
У складі засобів життєзабезпечення екіпажу з 5 осіб передбачено необхідний запас патронів для регенерації повітря на 72 години, а також систему вентиляції та кондиціонування повітря в міцному корпусі.
Контроль складу атмосферного повітря у міцному корпусі здійснюється за допомогою індикаторних трубок — вимірювальних приладів, наповнення яких змінює колір у присутності певних газів.

#### Науково—дослідне обладнання.
- Ілюмінатори для забортного спостереження: діаметром 140 мм — 3 од, 60 мм — 4 од;[7][29]
- Забортне освітлення складається з 6 світильників, встановлених у носовій частині, та 2 світильників у центральній частині;[29]
- Комплекс фотографування включає два імпульсні світильники спалаху, які дозволяють проводити фотозйомку. Вони вмикаються з одного пульта і мають синхроконтакт для фотографування;[7]
- Комплекс "Біозвук": для запису підводних звуків, що їх видають риби та інші морські мешканці;[7]
- Гідрологічний комплекс "Параметр" :  для вимірювання та запису 11 параметрів морської води (температура, солоність, тиск, освітленість і т.ін.);[7]
- Батометр: розміщується над міцним корпусом апарата, а пульт управління ним знаходиться поруч з підводним спостерігачем. Після спливання апарата та підйому його на борт судна—носія з батометра знімають циліндри, а забортну воду піддають аналізу;[7]
- Маніпуляторний пристрій призначений для проведення підводно-технічних робіт на всіх робочих глибинах. Електрогідравлічний маніпуляторний пристрій із виконавчим органом завдовжки 750 мм має 6 ступенів свободи, а також висувний лоток для зберігання знімного інструменту та зібраних зразків, розміщені в носовій частині кіля в зоні, що проглядається з ілюмінаторів міцного корпусу. Електричне керування маніпуляторним пристроєм здійснюється з міцного корпусу за допомогою задавального органа, при цьому живлення гідроприводів виконавчого органа і висувного лотка передбачене від гідрокомплексу. Роботи маніпуляторним пристроєм здійснюють під час укладання апарата на дно або постановки на підводний якір. Вантажопідйомність маніпулятора становить 12 кг.[7]

#### Електрична система.
Електричні мережі отримують живлення від акумуляторних батарей (АБ), розміщених під міцним корпусом апарата. Акумулятори розміщені в контейнерах із розвантаженою від тиску конструкцією. Свинцево-кислотні акумулятори СП-200 мають номінальну напругу 2 В і ємність 200 А·год. Контейнери з акумуляторами заливаються діелектричною рідиною (яку згодом замінили дизельним пальним). Завдяки розвантаженій від тиску конструкції контейнери виготовляються з нержавіючої сталі товщиною 2–3 мм. Електричні мережі ППА «Сєвєр-2» поділяються на головні, допоміжні та аварійні.
Головна мережа має номінальну напругу 232 В і отримує живлення від 232 акумуляторів, які з’єднані в дві групи по 116 акумуляторів у кожній. Запас електроенергії становить 92,8 кВт·год. Вона призначена для живлення потужних споживачів — статичного перетворювача з асинхронним двигуном гідравлічного насоса, забортного освітлення та ламп спалаху.
Допоміжна мережа має напругу 28 В і живиться від 28 акумуляторів, з’єднаних у дві групи по 14 акумуляторів у кожній. Запас електроенергії становить 11,2 кВт·год. Вона призначена для живлення радіостанцій, радіонавігаційних і гідроакустичних приладів, звукопідводного зв’язку, проблискового вогню та внутрішнього освітлення.
Аварійна мережа має напругу 28 В і складається з однієї групи акумуляторів СП–200. Використовується лише в аварійних ситуаціях при відсутності головного та допоміжного живлення. Від аварійної мережі живляться радіостанції, радіонавігаційні і гідроакустичні прилади, проблисковий вогонь та внутрішнє освітлення.

### Аварійне обладнання

#### Аварійне обладнання у випадку неможливості спливання ППА.
Для забезпечення спливання апарата передбачено кілька дубльованих способів. Зазвичай «Сєвєр-2» спливає за допомогою вертикальних гвинтів. Якщо з якоїсь причини вертикальні гвинти не вмикаються, спливання можна здійснити, відкачавши воду зі зрівнювальної цистерни за допомогою насоса. Якщо ж запаси електроенергії вичерпані, і неможливо увімкнути вертикальні гвинти та запустити насос для відкачування води, можна продути цистерни головного баласту (ЦГБ) повітрям високого тиску. Запас повітря в апараті достатній для створення відносно великої позитивної плавучості навіть на робочій глибині занурення. У процесі спливання, через зменшення зовнішнього тиску, об’єм повітря в баластових цистернах збільшується, витісняючи все більше води, що призводить до зростання швидкості підйому апарата.
У аварійному випадку, коли недієві зазначені засоби, передбачені наступні заходи:
- викид твердого баласту масою 500 кг шляхом підриву його кріплення з міцного корпусу за допомогою піроболтів;[31]
- відкриття диферентної системи для випуску ртуті шляхом підриву затвора з міцного корпусу за допомогою піроболтів;[7]
- аварійна віддача кріплення кілевини до міцного корпусу спеціальним пристроєм з ручним приводом, який керується з міцного корпусу.[7]

#### Протипожежне обладнання
У разі пожежі екіпаж використовує вогнегасники та ізолюючі дихальні апарати, розраховані на 4–5 годин роботи. Цього часу достатньо для організації гасіння пожежі та спливання апарата на поверхню.

#### Обладнання для випадку покидання ППА в надводному положенні.
Рятувальні жилети: розміщені біля кожного члена екіпажа.

## Екіпаж
Екіпаж пілотованих підводних апаратів типу «Сєвєр-2» складається з 5 осіб: капітана, старшого механіка і 3 підводних дослідників. Капітан контролює параметри роботи всіх систем і механізмів, здійснює операції по відходу від судна—носія, зануренню, виходу до місця роботи і поверненню на судно. Старший механік відповідає за все технічне забезпечення занурення, контролює параметри роботи всіх систем і механізмів. Крісла капітана і старшого механіка знаходяться в середній частині апарата.
Підводні дослідники виконують наукову програму, спостерігають, проводять фотографування, фільмування, управляють апаратом біля ґрунту і записують свої спостереження на магнітофон.
В 1974 році відбувся перший випуск спеціалістів, які пройшли навчання за програмою підготовки екіпажів ППА і отримали кваліфікацію "Гідронавт 3 класу".
В 1975 році створюється Севастопольська філія спеціального експериментально—конструкторського бюро промислового рибальства, а в 1977 році наказом Міністра рибного господарства СРСР № 47 вона була реорганізована в Севастопольське експериментально—конструкторське бюро з підводних досліджень (СЕКБП).
В СЕКБП створили відділ підготовки гідронавтів (ВПГ), в якому системно готували гідронавтів для роботи на пілотованих підводних апаратах (ППА)  і підводних лабораторіях (ПЛБ). Кістяк ВПГ склали к.в.-м.н. Г.Трубчанін, В.Ніков і А.Земсков.
Кандидатами в гідронавти могли стати особи чоловічої статі віком до 35 років, які мали вищу технічну або середню спеціальну освіту, стаж роботи за спеціальністю щонайменше 2 роки та досвід плавання на морських суднах щонайменше 1 рік. За станом здоров'я вони повинні були відповідати вимогам, що висувались до водолазів. Кожен кандидат проходив медичну комісію.
Підготовка гідронавтів відбувалося відповідно до програми, розробленої і затвердженою міністерством і поділялося на чотири етапи:
1-й етап — теоретичні заняття з предметів програми протягом усього курсу навчання;
2-й етап — практичні заняття з предметів програми, включаючи відпрацювання операцій з управління підводним апаратом біля пірса та в морі;
3-й етап — після завершення курсу навчання іспити та заліки з усіх предметів програми;
4-й етап — стажування слухачів, які успішно склали іспити та заліки, на ППА чи ПЛБ.
Багаторічний досвід показав, що для підготовки висококваліфікованого капітана (гідронавта 1 класу) необхідно 3–5 років.
Капітанами—наставниками ППА «Сєвєр-2» і «Сєвєр-2 біс» працювали співробітники ПІНРО -— к.т.н.М.Діомидов  ; співробітники СЕКБП / Бази «Гідронавт» гідронавти 1 класу — О.Донець, Б.Іштуганов, В.Дєрябін, В.Клімов,Г.Бєльников, І.Виноградов, капітанами: А.Тарасов, І.Коник, М.Сапожников, А.Ніколаєв.
Старшими механіками ППА «Сєвєр-2» і «Сєвєр-2 біс» працювали гідронавти: співробітники ПІНРО — А.Дегтерєв, Ю.Тарасов; співробітники СЕКБП /Бази "Гідронавт" — В.Малофєєв, О.Халізов, Віктор Петров, Б.Тарасенко, М.Сапожников, А.Ніколаєв, В.Захаров, І.Рудий, Б.Пляскін, О.Гірський.
Підводними спостерігачами працювали гідронавти—дослідники: к.г.н. В.Федоров, к.б.н. Б.Вискрєбєнцев, А.Помозов, І.Данилов, В.Сумерін, Ю.Чмовж, Валерій Петров, к.б.н. Г.Головань, к.б.н. С.Моісеєв, к.б.н.І.Бондарєв, к.б.н. М.Пахоруков, к.б.н. С.Ігнатьєв, Б.Колодницький, О.Семенов, О.Кудрявцев, В.Малахов, М.Колесников, М.Сафонов, А.Левін, Ю.Чмовж, В.Сиса, В.Базюра.

## Твори чи публікації
- Документальний фільм "Гидронавты"/Реж. С.Хейфец,  ЦСДФ, 1990 р,— https://www.youtube.com/watch?v=zc0BqF7ADuY
- Документальний фільм "Подводные аппараты Базы "Гидронавт"/реж. С.Хейфец, к/ст. "Москва", 1991 р —. https://www.youtube.com/watch?v=RP5_ITtvUmY
- Журнал «Геологія і корисні копалини Світового океану», 2006 р., випуск №2, стор. 122—132  https://cyberleninka.ru/article/n/pidvodniy-naukovo-doslidniy-flot-ukrayini/viewer